# Esteban Peláez
Esteban Peláez ( Río Cuarto, 22 de junio de  1941 - Buenos Aires, 19 de agosto de 1987) fue un actor, productor y libretista argentino.

## Carrera
Egresó de le Escuela de Arte Dramático de la Nación en 1967, año de su debut en la Compañía Musical.
Intérprete de Shakespeare, Camús, Valle Inclán, fue asistente de dirección en la popular tira televisiva La Nena en 1968. Posteriormente fue colaborador del actor y cantor Pipo Pescador, lo que le mereció ser premiado en 1973 por Argentores en el Teatro San Martín.
Luego cambió su rubro por el de actor y guionistas de cine y televisión y hasta como productor teatral.
Falleció repentinamente el miércoles 19 de agosto de 1987 en Buenos Aires a los 46 años.

## Filmografía
- 1972: Juan Manuel de Rosas con Rodolfo Beban.
- 1977: Basta de mujeres, con Alberto Olmedo y Susana Giménez.[3]

## Televisión
- 1971: Alta comedia
- 1973: Pipo Pescador
- 1980: Justo Suárez, el torito de Mataderos
- 1980/1982: El Rafa
- 1983: Jugarse entero[4]

Como autor:
- 1980: Sobre madres e hijas.[5]
- 1982/1983: Nosotros y los miedos.
- 1987: Autobiografía de una sátiro.
- 1992: Amores

## Teatro
- Ahora que estamos solos
- La tempestad
- Los buenos días
- Luces de bohemia
- La duquesa de Amalfi (1968), de John Webster, en el Instituto Di Tella. Encabezada por Luisa Vehil.
- La verdad sospechosa (1968), de Juan Ruiz de Alarcón, dirigida por Manuel Benítez Sánchez Cortés, junto con José María Vilches, Catalina Speroni, Cristina Murta, Leonor Benedetto, Luis Linares y Héctor Biuchet.[6]
- El ascensor (1973).
- Orquesta de señoritas (1979)[7]
- Y dale baldomero[8]